# تونا کیرمیتچی
تونا کیرمیتچی (انگلیسی: Tuna Kiremitçi؛ زادهٔ ۲۴ فوریهٔ ۱۹۷۳) شاعر، و کارگردان فیلم اهل ترکیه است. وی از سال ۱۹۹۴ میلادی تاکنون مشغول فعالیت بوده‌است.